# 9hoemal 2 out
9hoemal 2 out (hangeul: 9회말 2아웃, latinizzazione riveduta: 9hoemal 2a-ut, lett. Due out al nono inning; titolo internazionale Two Outs in the Ninth Inning, conosciuto anche come 9 End 2 Outs) è una serie televisiva sudcoreana trasmessa su MBC dal 14 luglio al 9 settembre 2007.

## Trama
L'aspirante scrittrice Hong Nan-hee è una donna sboccata, scapigliata e stanca che lotta con la vita e l'amore. Lei e Byun Hyung-tae sono amici da tutta la vita: cucinano l'uno per l'altra, si chiamano tutti i giorni, bisticciano come fratelli e si danno una mano quando le cose vanno male. Ma, il giorno del suo trentesimo compleanno, Nan-hee capisce di dover cambiare la propria vita. Inizia a uscire con Kim Jung-joo, un talentuoso lanciatore di baseball che aspira a giocare nelle grandi leghe americane e che, avendo otto anni meno di lei, è disapprovato dalla madre della donna. Stanca di vivere nella casa materna, Nan-hee prende in prestito l'alloggio di Hyung-tae mentre questi è in vacanza, ma, a causa di qualche complicazione, i due amici si ritrovano a convivere, scoprendo cose che ignoravano e capendo che, senza accorgersene, si sono innamorati l'uno dell'altra.

## Personaggi
- Hong Nan-hee, interpretata da Soo Ae
- Byun Hyung-tae, interpretato da Lee Jung-jin
- Kim Jung-joo, interpretato da Lee Tae-sung
- Yoon Sung-ah, interpretata da Hwang Ji-hyun
- Lee Joon-mo, interpretato da Lee Sang-woo
- Kim Choon-hee, interpretata da Jo Eun-ji
- Jeon Mi-kyung, interpretata da Son Jung-min
- Park Sang-hoon, interpretato da Jang Joon-hwi
- Park Ji-sun, interpretata da Park Hye-young
- Jang Choo-ja, interpretata da Hwang Seok-jeong
- Im Nak-bin, interpretato da Lee Doo-il
- Shin Joo-young, interpretata da Im Yoona
- Kim Shin-ja, interpretata da Kim Chang-sook
- Byun Jong-woo, interpretato da Lee Hee-do
- Hong Yeon-hee, interpretata da Lee So-won
- Signor Park, interpretato da Park Kwang-jung
- Kim Nam-jung, interpretata da Jung Da-hye
- Kyung-ha, interpretata da Yoon Ye-hee

## Ascolti
| Episodio | Data di trasmissione | Dati TNMS           | Dati TNMS                  |
| Episodio | Data di trasmissione | A livello nazionale | Area metropolitana di Seul |
| -------- | -------------------- | ------------------- | -------------------------- |
| 1        | 14 luglio 2007       | 8,4                 | 9,0                        |
| 2        | 21 luglio 2007       | <8,8                | 9,6                        |
| 3        | 22 luglio 2007       | <10,4               | <10,5                      |
| 4        | 29 luglio 2007       | <9,9                | <10,2                      |
| 5        | 4 agosto 2007        | <8,7                | 9,4                        |
| 6        | 5 agosto 2007        | <10,5               | <10,5                      |
| 7        | 11 agosto 2007       | <7,9                | <7,9                       |
| 8        | 12 agosto 2007       | <10,7               | <10,2                      |
| 9        | 18 agosto 2007       | <8,6                | <9,1                       |
| 10       | 19 agosto 2007       | <9,4                | <9,7                       |
| 11       | 25 agosto 2007       | <8,0                | 8,8                        |
| 12       | 26 agosto 2007       | <10,1               | <10,1                      |
| 13       | 1 settembre 2007     | <8,8                | <9,1                       |
| 14       | 2 settembre 2007     | <10,2               | <9,6                       |
| 15       | 8 settembre 2007     | 8,5                 | 8,7                        |
| 16       | 9 settembre 2007     | <9,2                | <9,1                       |